# Juan Tomás de Salas
Juan Tomás de Salas (Valladolid, 30 d'abril de 1938 - Madrid, 22 d'agost de 2000) va ser un periodista espanyol, fundador de Cambio 16 i Diario 16. També treballà en los anys 1960 per al diari colombià El Tiempo.

## Biografia
Nascut a Valladolid en 1938, va cursar estudis de Dret en Madrid i es va doctorar en Història Econòmica en La Sorbona de París. Durant la seva joventut també va mostrar afició pel periodisme i interès per la militància política. Va començar a participar en activitats antifranquistes, i en 1961 es va afiliar a l'Agència de Premsa Espanya Lliure, associada al Frente de Liberación Popular. En 1962, quan la policia va detenir a gairebé un centenar de militants de l'organització, Sales va haver de demanar asil polític. Va aconseguir refugiar-se en l'ambaixada de Colòmbia a Espanya, i es va traslladar a Bogotà.
A Colòmbia començà a treballar en el diari El Tiempo, i és allí on començà a involucrar-se de ple en el periodisme. En 1966 es traslladà a França per treballar a France Press, i en 1969 a Londres, on treballà per a la versió de The Economist en espanyol. Aquest mateix any se li va permetre tornar a Espanya, quan fou absolt.
En 1971 Salas fundà, junt amb altres 15 periodistes i professionals, el setmanari Cambio 16. Sota la dictadura franquista, la revista va tenir com a temàtica l'"economia i societat", i després de la mort de Franco va passar a ser una revista d'informació general, que va aconseguir molta rellevància durant la Transició Espanyola. L'èxit de la publicació li va portar a fundar un diari generalista anomenat Diario 16, que va sortir al mercat el 18 d'octubre de 1976.
Durant els anys 1980, el bon nivell de vendes de les seves dues publicacions li va portar a conformar un conglomerat mediàtic. Va crear el Grupo 16, sota el qual es van editar també revistes com Motor 16 o Marie Claire. No obstant això, durant els anys 1990 les seves publicacions van passar per una greu crisi, encapçalada pels mals resultats econòmics de Diario 16. Aquesta crisi va acabar amb la venda i fins i tot tancament de gairebé totes les revistes del grup.
Diario 16 entrà en procés concursal en 1997, i Juan Tomás abandonà completament el grup. En 1998 llençà al mercat el setmanari satíric El gato encerrado, però va fracassar per falta de finançament i De Salas va abandonar tota activitat empresarial. Durant la resta de la seva vida continuà publicant articles d'opinió en diverses publicacions. A més, va adoptar la doble nacionalitat colombiana, a la qual tenia dret pels seus anys de treball allí, com a record del país que el va acollir durant el seu exili. Juan Tomás de Salas va morir el 22 d'agost de 2000 als 62 anys, víctima d'un càncer.